# هندريك لودفيك دروكير
هندريك لودفيك دروكير هو أستاذ جامعي وسياسي هولندي، ولد في 11 أغسطس 1857 في أمستردام في مملكة هولندا، وتوفي في 5 سبتمبر 1917 في لاهاي في هولندا. نشط حزبياً في الرابطة الديمقراطية للتفكير الحر. وقد انتخب عضو مجلس الشيوخ في هولندا ‏ عن دائرة شمال-هولندا (16 سبتمبر 1913 – ) وانتخب عضو مجلس نواب هولندا ‏ عن دائرة خرونينغن ‏.